# Тараданово (железнодорожная станция, Новосибирская область)
Тараданово — станция в Сузунском районе Новосибирской области России. Входит в состав Каргаполовского сельсовета.

## География
Площадь станции — 10 гектаров.

## Население
| 2002 | 2007 | 2010 |
| ---- | ---- | ---- |
| 35   | ↘6   | ↘0   |

## Инфраструктура
На станции по данным на 2007 год отсутствует социальная инфраструктура.